# Mara Rosa
Mara Rosa là một đô thị thuộc bang Goiás, Brasil. Đô thị này có diện tích 1703,948 km², dân số năm 2007 là 11311 người, mật độ 6,6 người/km².